# Muracsermely
Muracsermely (korábban Mura-Csernecz, szlovénül: Murski Črnci, németül: Deutschendorf) falu Szlovéniában, Muravidéken, Pomurska régióban. Közigazgatásilag Csendlakhoz tartozik.

## Fekvése
Muraszombattól 5 km-re délnyugatra a Mura bal partján a Mokos-patak mellett fekszik.

## Története
A települést 1265-ben "Poss. Chernech" néven említik először. Egy 1364 karácsonyán kelt királyi oklevéllel jóvá hagyott egyezség szerint  Széchy Péter fia Miklós dalmát-horvát bán és testvére Domonkos erdélyi püspök kapták királyi adományul illetve cserében a Borsod vármegyei Éleskőért, Miskolcért és tartozékaikért Felsőlendvát és tartozékait, mint a magban szakadt Omodéfi János birtokát. Az 1366-os beiktatás alkalmával részletesebben kerületenként is felsorolják az ide tartozó birtokokat, melyek között a falu talán "Villa seu poss.  Korlatfalua iuxta rivulum Chernech" alakban szerepel. A település a későbbi századokon át is birtokában maradt a családnak. A felsőlendvai uradalom belmurai kerületéhez tartozott.
1687-ben a Széchy család fiági kihalása után Kéry Ferenc és felesége Széchy Julianna grófnő  a birtokot a Szapáry családnak adta el.
Vályi András szerint " CSERNETZ. Mura Csernetz. Tót falu Vas Vármegyében, földes Urai Gróf Battyáni, és Gróf Szapáry Uraság, lakosai katolikusok, fekszik Murai Szombathoz nem meszsze, mellynek filiája, Mór vize mellett hegyek között; határja közép termékenységű, de eladásra jó módgyok van."
Fényes Elek szerint " Csernecz (Mura), vindus falu, Vas vgyében, a muraszombati uradalomban, 160 kath., 30 evang. lak., lapályos határral."
Vas vármegye monográfiája szerint " Mura-Csermely, stájer határszéli vend község, 256 r. kath. és ág. ev. vallású lakossal. Postája és távírója Mura-Szombat. Csinos kath. kápolnája 1897-ben épült."
1910-ben 246, túlnyomórészt szlovén lakosa volt. A trianoni békeszerződésig Vas vármegye Muraszombati járásához tartozott, 1919-ben átmenetileg a de facto Mura Köztársaság része lett. Még ebben az évben a Szerb–Horvát–Szlovén Királysághoz csatolták, ami 1929-től Jugoszlávia nevet vette fel. 1941-ben átmeneti időre ismét Magyarországhoz tartozott, 1945 után visszakerült jugoszláv fennhatóság alá. 1991 óta a független Szlovénia része.  2002-ben 375 lakosa volt.

## Nevezetességei
- A falu kápolnája 1896-97-ben épült neogótikus stílusban.
- Római kori halomsírok.